# Gigantorhynchus lutzi
Espèce
Gigantorhynchus lutzi est une espèce d'acanthocéphales de la famille des Gigantorhynchidae.

## Distribution
Cette espèce se rencontre en Amérique du Sud.
Adulte, c'est un parasite digestif d'opossums. Il a été observé sur Caluromys philander.

## Systématique et taxinomie
Cette espèce a été décrite par Domingos Arthur Machado Filho (d) en 1941.

## Publication originale
- Machado Filho, 1941 : « Sobre alguns acantocéfalos provenientes do estado de Mato Grosso ». Revista Brasileira de Biologia, vol. 1, p. 57–61.